# Listă de minerale
Aceasta este o listă de minerale listate după fiecare literă din alfabet.

## A - B - C - D
| A | B | C | D |
| --- | --- | --- | --- |
| - Abelsonit - Acantit → Argentit - Actinot - Acroit → Turmalină - Acvamarin - Adamit - Adular → Ortoclaz - Agalmatolit → Pirofilit - Agat → Calcedonie - Agrelit - Aguilarit - Aikinit - Ajoit - Akermanit - Alabandin - Alabastru - Albit - Alexandrit → Crisoberil - Algodonit - Alabogdanit - Alanit - Allargentum - Alarsit - Alofan - Almandin - Alnoit - Altait - Aluminit - Alumohidrocalcit - Alunit - Alunogen - Alurgit →Muscovit - Amalgam de plumb - Amazonit - Ambligonit - Amesit →Clorit - Ametist - Amiant (Bisolit) → Actinot - Amfibol - Analcim - Anapait - Anatas - Andaluzit - Andersonit - Andezin - Andorit - Andradit → Granat - Anglezit - Anhidrit - Anilit - Ankerit - Ankilit - Annabergit - Annit - Anortit - Anortoclaz → Feldspat - Antigorit → Serpentin - Antimoniu →Stibiu - Antimonit → Stibină (mineral) - Antlerit - Antofilit - Anyuit - Apatit - Apjohnit - Aragonit - Argentit - Argentopentlandit - Argentopirit - Argentotennantit - Argint (nativ) - Argirodit - Arsen (nativ) - Arsendescloizit - Arsenhauchecornit - Arseniosiderit - Arsenolamprit - Arsenolit - Arsenopaladinit - Arsenopirit - Arsenosulvanit - Artinit - Astrofilit - Atacamit - Atelestit - Athabascait - Atheneit - Atokit - Augit - Aur (nativ) - Auricalcit - Auricuprid - Auripigment → Orpiment - Aurostibit - Autunit - Aventurin → Oligoclaz - Avaruit - Axinit - Azbest - Azurit | - Babingtonit - Baddeleyit - Balkanit - Ballas → Diamant - Barquillit - Barringerit - Baritină - Baritocalcit - Bastnezit - Baumhauerit - Bavenit - Bayankhanit - Bayldonit - Bazzit - Becquerelit - Belendorffit - Bellidoit - Benitoit - Benleonardit - Beraunit - Berthierit - Bertrandit - Beril - Berilonit - Berlinit - Berzelianit - Berzeliit - Betafit - Betechtinit - Betpakdalit - Beudantit - Bezsmertnovit - Bilibinskit - Bieberit - Bilinit - Bindheimit - Biotit - Bismut (nativ) - Bismutit - Bismutohauchecornit - Bixbit → Beril - Bixbyit - Blendă - Böhmit - Boleit - Bogdanovit - Boracit - Borax - Bornit - Boromuscovit - Borovskit - Botriogen - Boulangerit - Bournonit - Brabantit→ Cheralit - Brannerit - Brazilianit - Braunerit - Braunit - Bravoit → Pirită - Breislakit → Ilvait - Breithauptit - Briartit - Brocantit - Brodtkorbit - Bronzit - Brookit - Brucit - Buergerit → Turmalină - Bukovskiit - Bustamit - Bisolit (Amiant) → Actinolit - Bytownit → Feldspat | - Cabrerit → Annabergit - Cabriit - Cacoxen - Cadmiu - Cafarsit - Calaverit - Calcedonie - Calcit - Calcantit - Calcofilit - Calcopirită - Calcosiderit - Calcosin - Calcostilbit - Calcotrichit → Cuprit - Caledonit - Cameanit - Cancrinit - Canfieldit - Caolinit - Carbonado → Diamant - Carbonatfluorapatit - Carfolit - Carnalit - Carlinit - Carlsbergit - Carneol → Calcedonie - Carnotit - Carpatit - Carrollit - Casiterit - Casolit - Cavansit - Celestină - Cermigit - Cerniit - Cernobilit - Cernovit - Ceruzit - Cerveleit - Chabazit - Chamosit → Clorit - Chaoit - Chapmanit - Charoit - Chatkalit - Chenevixit - Chengdeit - Cheralit - Chesylit → Azurit - Chiastolit → Andaluzit - Chihlimbar - Chkalovit - Chrisstanleyit - Cinnabarit → Cinabru - Citrin - Clausthalit - Cleavelandit → Albit - Cleiofan → Blendă - Clinobisvanit - Clinoclaz - Clinohumit - Clinoptilolit-(Ca) - Clinopiroxen - Clinozoisit → Epidot - Clintonit - Clorapatit - Clorit - Cloritoid - Cobalit - Coezit - Coffinit - Cohenit - Colemanit - Coloradoit - Coltan - Coluzit - Condrodit - Conicalcit - Cookeit - Copiapit - Coquimbit - Cordierit - Corindon - Cornetit - Cornubit - Coronadit - Cosalit - Cossyrit → Enigmatit - Covellit - Creedit - Criddleit - Criolit - Crisoberil - Crisocol - Crisolit → Olivină - Crisotil → Serpentin - Crisopraz → Calcedonie - Cristal de stâncă → cuarț - Cristobalit - Crom (nativ) - Cromit - Cronstedtit - Crookesit - Cuarț - Cuarțit - Cubanit - Cumengeit - Cupalit - Cuprit - Cuprosklodowskit - Cuprostibină - Cupru (nativ) - Curit - Cyrilovit - Cuproneit | - Dachiardit-(Ca) (D'Achiardit) - Damiaoit - Danalit - Danbait - Danburit - Danielsit - Datolit - Daubreelit - Dawsonit - Delesit → Clorit - Delvauxit - Demantoid → Granat - Descloizit - Desmin - Devillin - Diadochit - Diallag - Diamant - Diaforit - Diaspor - Dickit - Digenit - Dinit - Diopsid - Dioptaz - Disten - Djurleit - Dolomit - Domeykit - Donharrisit - Dravit → Turmalină - Dresserit → Dreyerit - Dufrenit - Dufrénoysit - Duftit - Dumortierit - Dyskrasit |

## E - F - G - H
| E | F | G | H |
| --- | --- | --- | --- |
| - Edenit - Edingtonit - Egirin → Piroxen - Elbait → Turmalină - Elpidit - Emplectit - Enargit - Enigmatit - Enstatit - Eosforit - Epididimit - Epidot - Epistilbit - Epsomit - Eritrin - Ettringit - Euchroit - Eudialit - Euclaz - Eulitin - Euxenit - Evansit - Evenkit | - Fassait → Diopsid - Fayalit → Olivină - Feldspat → Ortoză - Ferberit - Ferrierit–(Ca) - Feroaxinit - Ferocolumbit - Feromolibdit - Ferotapiolit - Fersmanit - Feruvit → Turmalină - Fibroferit - Fichtelit - Flogopit - Fluelit - Fluorapatit - Fluorapofilit - Fluorit - Foitit → Turmalină - Forsterit → Olivină - Fosgenit - Fosfofilit - Francevillit - Franckeit - Franklinit - Freibergit - Freieslebenit - Frondelit - Fuchsit → Muscovit - Fulgurit | - Gadolinit - Gahnit - Galenit - Garnierit → Serpentin - Gasparit - Gaudefroyit - Gaylussit - Gehlenit - Geocronit - Germanit - Gersdorffit - Getchellit - Geyserit - Gibbsit - Gips - Gismondin - Glauberit - Glauconit - Glaucofan - Goethit - Gonnardit - Goosecreekit - Görgeyit - Goshenit → Beril - Goyazit - Grafit - Granat - Greenockit - Grunerit - Gudmundit | - Hackmanit → Sodalit - Halit → Sare gemă - Halotricit - Hematit - Hambergit - Hanksit - Hapkeit - Harmotom - Hartit - Hauerit - Hausmannit - Hauyn - Haxonit - Hedenbergit - Heliodor → Beril - Heliotrop - Helvin - Hemimorfit - Hessit - Hessonit → Grossular - Heterosit - Heulandit-(Ca) - Hialit → Opal - Hialosiderit → Olivină - Hialofan - Hiacint → Zircon - Hibonit - Hiddenit → Kunzit - Hidrofan → Opal - Hidrotalkit - Hidroxiapatit - Hidroxiherderit - Hidrozinkit - Hipersten - Hollandit - Holmquistit - Hortonolit → Olivină - Howlit - Hübnerit → Wolframit - Huntit - Huréaulit - Huttonit |

## I - J - K - L
| I | J | K | L |
| --- | --- | --- | --- |
| - Idrialin - Illit - Ilmenit - Ilmenorutil - Ilvait - Inderit - Indigolit → Turmalină - Inesit - Inyoit - Iodargirit - Iolit → Cordierit - Iserin → Hematit | - Jadeit - Jahnsit-(CaMnMg) - Jalpait - Jamesonit - Jargon → Zircon - Jarosit - Jasp - Jeffersonit → Diopsid - Johannit - Jordanit | - Kainit - Kalomel - Kamazit - Kämmererit - Kampylit → Mimetesit - Karminit - Katapleit - Kermesit - Kernit - Kinoit - Kirovit → Melanterit - Kobellit - Kogarkoit - Kornerupin - Kosnarit - Kovdorskit - Kratochvilit - Krennerit - Krokoit - Krokydolit → Riebekit → Amfibol - Krutait - Kunzit → Spodumen - Kutnahorit - Kyanit - Kylindrit | - Labradorit → Feldspat - Lamprofilit - Langit - Lapislazuli - Laumontit - Lavendulan - Lawsonit - Lazulit - Leadhillit - Legrandit - Leifit - Lepidokrokit - Lepidolit - Leucit - Leukosafir → Corindon - Libethenit - Liddicoatit → Turmalină - Liebigit - Limonit - Linarit - Linneit - Lirokonit - Litiofilit - Litioforit - Litiofosfatit → Litiofosfat - Livingstonit - Löllingit - Lonsdaleit - Loparit - Lorandit - Lorenzenit - Ludlamit - Ludwigit - Lussatit → Cristobalit - Luzonit |

## M - N - O - P
| M | N | O | P |
| --- | --- | --- | --- |
| - Magneziostaurolit → Staurolit - Magnezit - Magneziofoitit → Turmalină - Magnetit - Malachit - Malanoflogit - Malinkoit - Manganit - Manganogedrit - Manganotantalit - Margarit - Marialit - Marcasit - Marmatit - Mejonit - Melanit → Andradit → Granat - Megacalsilit - Melanterit - Melilit - Melit - Mercur (nativ) - Mezolit - Messelit - Metatyuyamunit - Miargirit - Microlit - Microclin → Feldspat - Milarit - Millerit - Mimetesit - Miniu - Mixit - Monazit - Montebrazit - Montmorillonit - Morenosit - Morganit → Beril - Morion → Cuarț - Moschellandsbergit - Mottramit - Mullit - Muscovit | - Nacrit - Nagyagit - Nalipoit - Natrit - Natrojarosit - Natrolit - Nauruit - Nefelin - Nefrit → Jadeit - Nemalit - Neptunit - Nichelină - Nigerit → Ferronigerit, Magnezionigerit - Niobit → Natroniobit, (Uranoniobit) - Nimit → Clorit - Nontronit - Nosean - Novacekit | - Ochi de șoim → Cuarț - Okenit - Olenit → Turmalină - Oligoclaz → Feldspat - Olimpit - Olivenit - Olivină - Omfazit - Onix → Cuarț - Opal - Orfit → Serpentin - Orpiment - Orthit (Allanit) - Ortoclaz → Feldspat - Otavit | - Palygorskit - Paragonit - Pargasit - Parisit-(Ce) - Partheit - Pearceit - Pectolit - Pehblendă - Pentlandit - Pennantit → Clorit - Perhamit - Periclaz - Periclin → Albit - Peridot → Olivină - Peristerit → Feldspat - Perlialit - Perowskit - Petalit - Petewilliamsit - Pharmakosiderit - Phenakit - Phillipsit - Piatra Lunii → Ortoclaz - Piemontit → Epidot - Pigeonit → Piroxen - Picrofarmacolit - Pirargirit - Pirită - Piroclor - Pirofilit - Piroluzit - Piromorfit - Pirop → Granat - Pirostilpnit - Pirotină - Piroxen - Pisanit → Melanterit - Plagioclaz → Feldspat - Platină (nativ) - Plattnerit - Pleonast → Spinel - Pollucit - Polibazit - Polihalit - Polilitionit - Posniakit - Povondrait → Turmalină - Prehnit - Pretulit - Proustit - Pseudomalachit - Pucherit - Purpurit |

## Q - R - S - T
| Q             | R | S | T |
| ------------- | --- | --- | --- |
| - Quenstedtit | - Rammelsbergit - Ramsayit → Lorenzenit - Ramsdellit - Rathit - Ravatit - Realgar - Renierit - Ripidolit → Clorit - Rodolicoit - Rodonit - Richterit - Riebeckit → Amfibol - Rockbridgeit - Rodizit - Rodocrozit - Romeit - Rooseveltit - Rosait - Roselit - Rossmanit → Turmalină - Rubelit - Rubin - Rutil | - Safflorit - Safir - Safirin - Sagenit → Rutil - Salmiac (Țipirig) - Samsonit - Sanidin → Feldspat - Sapparit → Kyanit - Saponit - Sardonix → Cuarț - Sare gemă - Sartorit - Sasolin - Scapolit - Scheelit - Scolezit - Scorodit - Scorzalit - Schreibersit - Sekaninait - Seladonit - Seleniu (nativ) - Selenit → Gips - Semseyit - Senarmontit - Sepiolit → Spumă de mare - Serandit - Serpentin - Serpierit - Siderit - Silicați - Silimanit - Simonelit - Silvanit - Silvină - Simplesit - Singenit - Skutterudit - Smarald → Beril - Sodalit - Specularit → Hematit - Sperrylit - Spessartin → Granat - Sferocobaltit - Sfalerit -> Blendă - Soddyit - Spinel - Spodumen - Stanin - Staurolit - Steinmannit → Galenit - Stefanit - Sternbergit - Stibarsen - Stibiconit - Stibină - Stibiu (nativ) - Stibiotantalit - Stichtit - Stilbit - Stilpnomelan - Stishovit - Stolzit - Strengit - Stromeyerit - Stronțianit - Strunzit - Struvit - Sturmanit - Sugilit - Sulf (nativ) | - Taenit - Talc - Tantalit - Tanzanit - Taumazit - Telur (nativ) - Telurit - Tennantit - Tenorit - Terarooseveltit - Tefroit - Tetradimit - Tetraedrit - Thomsonit - Thulit - Tinkal → Borax - Tyuyamunit - Tinzenit - Tirolit - Titanit - Titanovodginit - Todorokit - Topaz - Torbernit - Tranchilitit - Tremolit → Amfibol - Tridimit - Trilitionit - Trifan → Spodumen - Trifilin - Trinitit - Triplit - Troilit - Tsavorit - Tugtupit - Turingit → Clorit (Chamosit) - Turcoază - Turmalină - Tyuyamunit |

## U - V - W - X
| U | V | W | X                                                     |
| --- | --- | --- | ----------------------------------------------------- |
| - Ulexit - Ullmannit - Umangit - Uraninit - Uranocircit - Uranofan - Uranotil - Uvarovit → Granat - Uvit → Turmalină | - Valentinit - Vanadinit - Vanadiudravit → Turmalină - Variscit - Vauxit - Verdelit → Turmalină - Vermiculit - Vesignieit - Veszelyit - Vezuvianit - Villiaumit - Viluit - Viridină → Andaluzit - Vivianit - Voltait | - Wagnerit - Wakefieldit - Wardit - Wavellit - Weloganit - Whewellit - Whiteit - Whitlockit - Willemit - Witherit - Wittichenit - Wolframit - Wollastonit - Wulfenit - Wurtzit | - Xantocon - Xenotim - Xifengit → Ximengit - Xonotlit |

## Y - Z
| Y | Z |
| --- | --- |
| - Yafsoanit - Yagiit - Yakhontovit - Yamatoit - Yanomamit - Yaroslavit - Yarrowit - Yavapaiit - Yazganit - Yeatmanit - Yeélimit - Yecorait - Yedlinit - Yftisit - Yimengit - Yingjiangit - Yixunit - Yoderit - Yofortierit - Yoshimurait - Yoshiokait - Ytrialit - Ytrobetafit - Ytrocolumbit - Ytrocrasit - Ytropiroclor - Ytrotantalit - Ytrotungstit - Yuanfuliit - Yuanjiangit - Yugawaralit - Yukonit - Yushkinit - Yuksporit - Yvonit | - Zaratit - Zeolit - Zeofilit - Zeunerit - Zincit - Zincostaurolit - Zinnwaldit - Zippeit - Zircon - Zoisit - Zwieselit |